# 惡作
惡作，又譯變悔、悔，意為後悔、憂慮，是一種心所。與掉舉，合稱為掉舉惡作蓋（auddhatya-kaukrtya-nivāraṇa），為五蓋之一。

## 概論
惡作是指因為想到對自己曾經做過的事，帶來憂慮、罪惡感與後悔等情緒，讓心無法平靜，成為進入三摩地的障礙。